# Héctor Miguel Bautista López
Héctor Miguel Bautista López (Nezahualcóyotl, Estado de México; 5 de septiembre de 1960) es un político mexicano, miembro del Partido de la Revolución Democrática, se ha desempeñado como alcalde, diputado federal y candidato a alcalde de Nezahualcóyotl.
Es ingeniero agrícola egresado de la Universidad Nacional Autónoma de México, ha ocupado el cargo de dirigente estatal del Partido Mexicano de los Trabajadores en el Estado de México. Miembro Fundador del Partido Mexicano Socialista y del Partido de la Revolución Democrática. Fue candidato a Nezahualcóyotl en las elecciones 2021 por la alianza va por México compuesta por PRI, PAN y PRD, quedando en tercer lugar.
Regidor de Ciudad Nezahualcóyotl por el PMS, en 2000 fue elegido presidente municipal de Ciudad Nezahualcóyotl para el periodo que concluyó en 2003, fue el segundo presidente municipal miembro del PRD. Así mismo fue diputado federal por representación proporcional a la LVI Legislatura de 1994 a 1997 y por el Distrito electoral federal 31 del estado de México a la LIX Legislatura de 2003 a 2006.  En este último año fue elegido Senador por el Estado de México en fórmula con Yeidckol Polevnsky para el periodo que concluye en 2012.
Durante 2007 realizó una huelga de hambre frente a la instalaciones de la Secretaría de Desarrollo Social, demandando la inclusión de un determinado número de personas en los programas de bienestar social del gobierno federal, tras levantar la huelga, el 25 de julio se reunió con el presidente Felipe Calderón Hinojosa en Los Pinos, en compañía de los también diputado federales del PRD Juan Hugo de la Rosa García y Hugo Eduardo Martínez Padilla, siendo los primeros legisladores perredistas en reunirse con el presidente de la República, al que oficialmente lo reconocen,como tal. Ya que su partido consideraba que fue elegido como consecuencia, de un fraude electoral. El PRD calificó esta reunión como un error político y una muestra de "candidez" por parte de los legisladores.
Es dirigente de la corriente perredista denominada Alternativa Democrática Nacional.